# A Ghetto Christmas Carol
A Ghetto Christmas Carol è il quinto EP pubblicato del rapper statunitense XXXTentacion, pubblicato l'11 dicembre 2017 sulla piattaforma di streaming musicale SoundCloud e distribuito da Bad Vibes Forever, Caroline Distribution e Capitol Music Group.

## Concept
L'EP contiene tracce catalogabili secondo generi completamente diversi: A Ghetto Christmas Carol è un brano dalla tipica sonorità trap, mentre Hate Will Never Win rimanda allo stile che aveva caratterizzato l'album in studio 17 (il brano, inoltre, contiene, nei secondi finali, parte di un discorso del Presidente degli Stati Uniti d'America Donald Trump sulla libertà); Up Like an Insomniac e Red Light! ricordano lo stile originale di XXXTentacion, con bassi distorti. Infine, Indecision si definisce come un brano alternative rock.

## Pubblicazione
L'EP è stato pubblicato come una raccolta di brani in occasione della festa di Natale. In realtà, i brani contenuti nella raccolta non hanno nulla a che vedere con il clima natalizio. XXXTentacion ha annunciato la pubblicazione di tale EP sulla piattaforma SoundCloud la sera del 10 dicembre, a poche ore dalla mezzanotte dell'11, mediante il suo profilo Instagram. Il rapper, nell'annuncio dell'imminente pubblicazione, fa riferimento al prossimo processo cui si dovrà sottoporre, quello in cui si trova incriminato per abuso nei confronti dell'ex-fidanzata Geneva Ayala.
Nessuno dei brani contenuti nell'EP era mai stato pubblicato dal rapper di Plantation: sul suo profilo Instagram, tuttavia, erano stati pubblicati alcuni secondi della canzone Hate Will Never Win.

## Tracce
1. A Ghetto Christmas Carol – 1:45 (testo: Jahseh Dwayne Onfroy, Ronald Spence, Jr., Kevin Gomringer, Tim Gomringer – musica: Ronny J, Cubeatz)
2. Hate Will Never Win – 1:44 (testo: Jahseh Dwayne Onfroy, James Yancey – musica: J Dilla)
3. Up Like an Insomniac – 2:31 (testo: Jahseh Dwayne Onfroy, Ronald Spence, Jr. – musica: XXXTentacion, Ronny J)
4. Red Light! – 1:05 (testo: Jahseh Dwayne Onfroy, Ronald Spence, Jr. – musica: Ronny J)
5. Indecision – 2:04 (testo: Jahseh Dwayne Onfroy – musica: XXXTentacion)

## Formazione
Musicisti
- XXXTentacion – voce, testi, produzione
- Ronny J – testi, produzione
- Cubeatz – testi, produzione
- J Dilla – testi, produzione

Produzione
- Brandon Brown – assistente ingegnere missaggio
- Gary “Munch” Clark – assistente ingegnere missaggio
- Koen Heldens – ingegnere missaggio

## Classifiche
| Classifica (2017)                    | Posizione massima |
| ------------------------------------ | ----------------- |
| Nuova Zelanda                        | 2                 |
| Stati Uniti (Independent Albums)     | 35                |
| Stati Uniti (Top R&B/Hip-Hop Albums) | 42                |